# Butia purpurascens
Espèce
Statut de conservation UICN

 VU B1+2c : Vulnérable
Butia purpurascens est une espèce de plantes de la famille des Arecaceae.

## Publication originale
- Principes 23: 67–68. 1979.